# Krzysztof Stetkiewicz
Krzysztof Stetkiewicz herbu Kościesza – podkomorzy brasławski w latach 1624-1650/1651, chorąży brasławski w latach 1619-1624, dworzanin Jego Królewskiej Mości.
Poseł na sejm konwokacyjny 1632 roku z powiatu brasławskiego. Poseł na sejm 1645 roku.